# Eddie House
Edward Lee „Eddie“ House II (* 14. Mai 1978 in Berkeley, Kalifornien) ist ein ehemaliger US-amerikanischer Basketballspieler, der von 2000 bis 2011 in der NBA aktiv war.

## Karriere

### College (1996–2000)
House hatte ein Stipendium für die Arizona State University, die er vier Jahre lang besuchte. Neben Ike Diogu und James Harden ist er der einzige Arizona State Sun Devil, der zum Pac-10 Player of the Year ernannt wurde. Er ist nach wie vor der Spieler, der die meisten Punkte, Field Goals und Steals für die Arizona State University erzielt hat (2.044). Sein Punktedurchschnitt von 23 Punkte pro Spiel aus der Saison 1999–2000 ist ebenfalls immer noch der höchste der je auf der Arizona State University erzielt wurde. Mit 61 Punkten in einem Spiel hält House einen weiteren Schulrekord.

### NBA (2000–2011)
House wurde im NBA Draft 2000 an 37. Stelle von den Miami Heat ausgewählt, wo er drei Saisonen lang spielte, bevor er einen Vertrag bei den Los Angeles Clippers unterzeichnete. Nach nur einem Jahr wurde er an die Charlotte Bobcats weitergegeben, die ihn an die Milwaukee Bucks weiterreichten welche ihn wiederum an die Sacramento Kings weitergaben. In der folgenden NBA-Saison 2005–2006 nahmen ihn die Phoenix Suns unter Vertrag. Mit den Suns schaffte es House bis ihn die Western Conference Finals. Nach diesem Jahr bei den Phoenix Suns, in dem er 9,8 Punkte im Schnitt erzielte, unterschrieb er im August 2006 einen Einjahresvertrag bei den New Jersey Nets, der ihm $ 1,5 Millionen Gehalt einbrachte.
Im August 2007 schloss House sich dem Team der Boston Celtics an. Sein Vertrag lief erneut über ein Jahr, und wie zuletzt bei den Nets, bekam House $ 1,5 Millionen Gehalt. Als Backup-Guard von Rajon Rondo und Ray Allen schaffte er es mit den Celtics die NBA-Meisterschaft 2008 zu gewinnen. Im Juli 2008 verlängerte House seinen Vertrag bei den Celtics um weitere zwei Jahre, diesmal im Gesamtwert von $ 5,6 Millionen. Im Februar 2010 wurde er zusammen mit Bill Walker und J.R. Giddens im Austausch für Nate Robinson und Marcus Landry an die New York Knicks weitergegeben.
Dann, im Juli 2010, folgte der Wechsel zurück zu den Miami Heat. House, der seine NBA-Karriere in Miami begann, unterschrieb für zwei Jahre und 1,4 Millionen Dollar pro Saison. Unter anderem waren sein Ex-Klub Boston Celtics und die Chicago Bulls an ihm interessiert, doch der Scharfschütze House (Saison 2009–2010: 39 Prozent Dreier für 7,6 Punkte) entschied sich für den Klub, der ihn 2000 in der zweiten Runde gedraftet hatte und der dank der Neuverpflichtung von LeBron James und Chris Bosh ebenfalls als Mitfavorit auf die NBA-Meisterschaft galt. Die Miami Heat schafften es ins Finale der NBA, wurden dort jedoch von den Dallas Mavericks mit 4:2 in der Best-of-Seven-Serie besiegt. House begann die nächste Saison bei der Miami Heat, wurde jedoch im Dezember 2011 nicht weiter verpflichtet („waived“).